# Paddy McAloon
Patrick Joseph (Paddy) McAloon (Durham, 7 juni 1957) is een Britse singer-songwriter en oprichter van de band Prefab Sprout.

## Biografie
McAloon is de zoon van Ierse katholieke immigranten en was seminarist voordat hij aan een carrière in de muziek begon.
Hij richtte in 1978 de band Prefab Sprout op, waarin zijn broer Martin basgitaar speelt.
Verscheidene liedjes geschreven door McAloon zijn ook opgenomen door Kylie Minogue ("If You Don't Love Me"), Cher ("The Gunman") en Sondre Lerche ("Nightingales"). "When Love Breaks Down" is gecoverd door The Zombies, Lisa Stansfield, Snow Patrol en anderen. In 1987 schreef hij "Cars and Girls", een lied waarin hij protesteert tegen Bruce Springsteens beperkte wereldvisie, hoewel het merendeel van de luisteraars dacht dat het over snelle wagens en vrouwen ging. Bij regelmaat kwam het rebelse kantje van McAloon tot uiting in zijn muziek.
Eind jaren negentig kreeg McAloon af te rekenen met gezichts- en gehoorproblemen, die zijn werk bemoeilijkten. Door glasvochttroebeling had hij in de studio diverse brillen nodig, waardoor hij trager werkte. Maar dat was niets vergeleken met de tinnitus die hem gek maakte. Zijn verwilderde uiterlijk was niet zozeer een gevolg van zijn bijna-blindheid alswel een reactie op de door jeugd geobsedeerde popcultuur.
I Trawl the Megahertz uit 2003 is het enige album dat oorspronkelijk onder eigen naam en uitkwam. Eind 2007 gaf hij zijn laatste concert.

## Persoonlijk leven
McAloon woont met zijn vrouw en drie dochters in zijn geboorteplaats. Het album Crimson/Red uit 2013 is aan hen opgedragen.
- Biblioteca Nacional de España: XX1555075
- Bibliothèque nationale de France: cb14547525t (data)
- Gemeinsame Normdatei: 134450574
- International Standard Name Identifier: 0000 0000 8142 7313
- Library of Congress Control Number: no98036409
- MusicBrainz: 6cd2444e-b661-4b5e-beb4-efc55077de5a
- Système universitaire de documentation: 079000908
- Virtual International Authority File: 131145969949532250348